# Courant monophasé
 (décembre 2016).
Si vous disposez d'ouvrages ou d'articles de référence ou si vous connaissez des sites web de qualité traitant du thème abordé ici, merci de compléter l'article en donnant les références utiles à sa vérifiabilité et en les liant à la section « Notes et références ».
Un courant monophasé est un courant électrique alternatif fourni au moyen d'une ligne bifilaire. Il s'oppose aux courants polyphasés, tels que le courant triphasé, pour lesquels plusieurs lignes sont utilisées et déphasées entre elles. Le courant monophasé est principalement utilisé pour l'éclairage et le chauffage, lorsque l'emploi de moteurs de forte puissance n'est pas nécessaire.

## Conversion

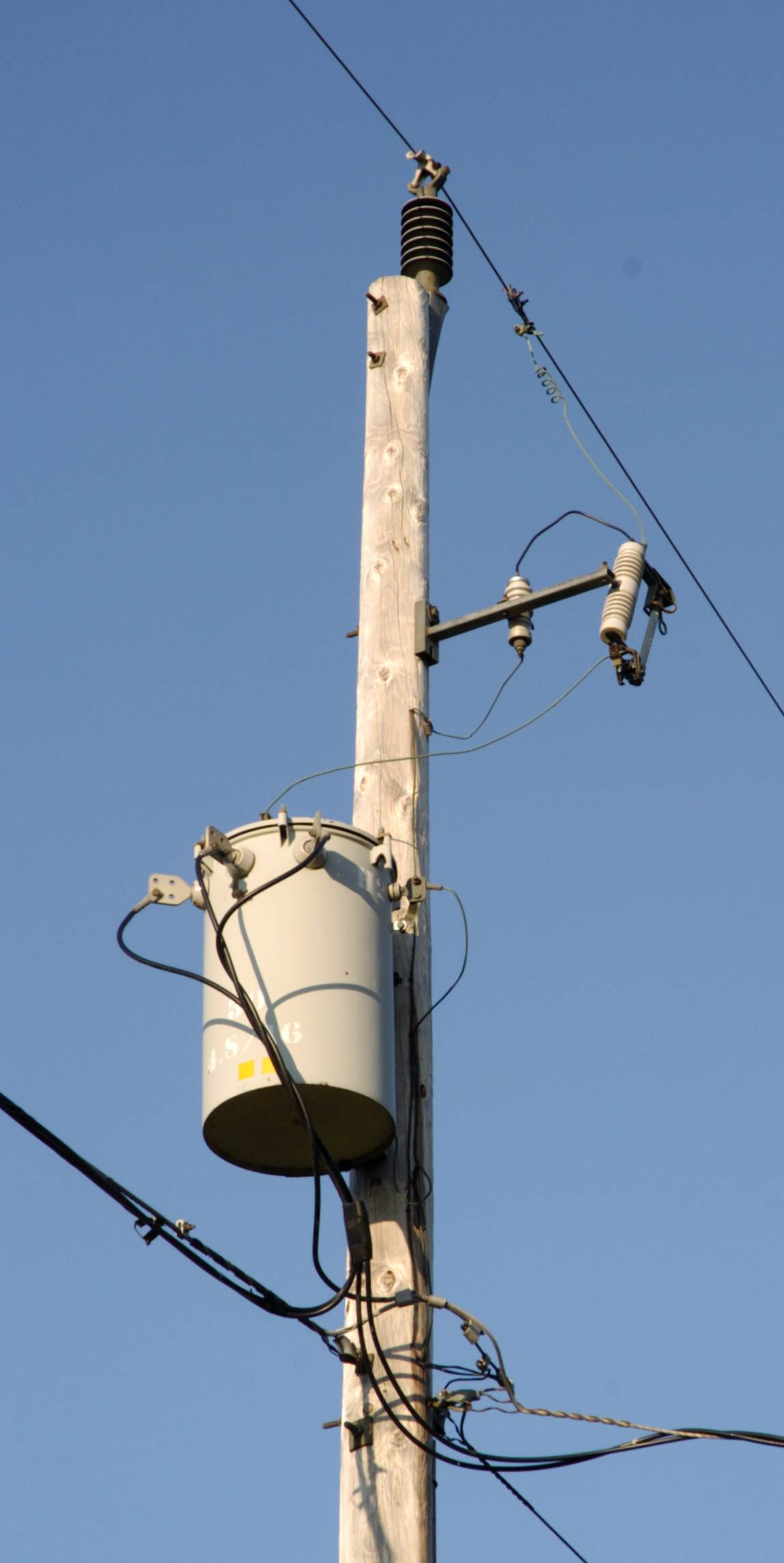
Transformateur monophasé canadien sur poteau.

Un courant monophasé peut être produit à partir d'un courant triphasé en connectant une des trois phases et le neutre, ou en connectant deux des trois phases. Les tensions obtenues varient d'une région à l'autre. L’Amérique du Nord se partage le système à 120  et   208 V, qui coexiste avec un deuxième système (de 277  et   480 V aux États-Unis et de 347  et   600 V au Canada). L’Europe quant à elle utilise presque exclusivement le système à 230  et   400 V.
Dans les systèmes de haute tension (quelques kilovolts), un transformateur monophasé peut être utilisé pour générer une basse tension à partir du triphasé. En Amérique du Nord et dans certains pays d'Europe (dont la France) l'enroulement primaire est connecté entre une phase et le neutre.En Angleterre l'enroulement primaire est connecté entre 2 phases[réf. nécessaire].
Un transformateur ne peut pas produire un système polyphasé à partir de monophasé.

## Utilité du monophasé
Les distributions en monophasé sont généralement utilisées dans les zones rurales et les lignes ferroviaires à grande vitesse où le coût d'un réseau triphasé est trop important et où les charges ne nécessitent pas de telles infrastructures.
Les réseaux haute tension sont presque toujours en triphasé. La puissance des réseaux en monophasé varie considérablement d'un pays à l'autre, voire d'une région à l'autre. 
Au Royaume-Unides lignes supportant des courants de 100 A voire 125 A, rendant l'utilité du triphasé inutile pour un usage domestique ou commercial. La plupart des autres pays européens ont des limites de courant plus faibles en monophasé, entraînant de ce fait l'alimentation de certaines habitations en triphasé (dans les zones urbaines équipées). Au XXe siècle, les réseaux biphasés (2 phases à 90°) étaient préférées au triphasé dans les zones intermédiaires[réf. souhaitée]. Ils ont été remplacés par des réseaux en monophasé[Quand ?].
En Amérique du Nordles résidences individuelles et les petits commerces avec un service allant jusqu'à 100 kVA (400 A sous 240 V) ont généralement une distribution monophasé à 2 conducteurs et la terre, avec souvent un seul abonné par transformateur. Les clients plus importants, tels les grands immeubles, les centres commerciaux, les industries, les zones de bureaux et d'appartements, sont connectés à un réseau triphasé à 3  ou   4 fils. Dans les zones densément peuplées des villes, le réseau utilisé par un grand nombre d'abonnés possède de nombreux transformateurs générant des milliers de kVA pour quelques centaines de mètres carrés.
Un moteur asynchrone monophasé simple ne produit pas de champ magnétique tournant, en pratique ces moteurs nécessitent un dispositif de démarrage pour produire un champ tournant et générer un couple de démarrage. Excepté pour certaines applications de transport, les moteurs asynchrones monophasés de plus de 10 ou 20 kW sont rares.

## Mise à la terre
Généralement un 3e conducteur appelé terre est utilisé pour assurer la sécurité et évacuer un courant en cas de défaut électrique. Il est nécessaire pour tout appareil à carcasse métallique, cependant un disjoncteur différentiel 30 mA permet de garantir la sécurité des personnes, lorsqu'un défaut se produit dans l'installation électrique.